# The She Wolf
The She Wolf est un film muet américain réalisé par Francis Ford et sorti en 1913.

## Fiche technique
- Réalisation : Francis Ford
- Scénario : Grace Cunard
- Société de production : Bison Motion Pictures
- Société de distribution : Universal Film Manufacturing Company
- Format : Muet - Noir et blanc  - 1,33:1 - 35 mm
- Genre : Drame
- Durée : 30 minutes
- Date de sortie : États-Unis : 21 octobre 1913

## Distribution
- Grace Cunard : Gracie
- Francis Ford : Fred
- Bennett Molter : Molter
- Frank Lloyd : le joueur
- Edgar Keller : Keller
- Helen Clark